# کاظم نوروزی
کاظم نوروزی (زاده ۱۳۲۶ در آمل - درگذشته در ۱۳۷۹ تهران) روحانی و سیاستمدار اهل ایران و نماینده حوزه انتخابیه آمل در مجلس شورای اسلامی بود. او توانست با ۴۴٬۸۹۷ رای (۶۵٫۷۰درصد آراء) به دور دوم به مجلس شورای اسلامی راه یابد.